# Sông Tamir
Sông Tamir (tiếng Mông Cổ: Тамир гол, Tamir gol) là một dòng sông chảy qua những thung lũng của dãy núi Khangai ở tỉnh Arkhangai, miền trung Mông Cổ.

## Tên gọi
Tên gọi Tamir có nghĩa là "sức mạnh" trong tiếng Mông Cổ.

## Các nhánh sông
Phần lớn chiều dài của sông được chia thành hai nhánh, Bắc Tamir (Хойт Тамир гол, Khoit Tamir gol) và Nam Tamir (Урд Тамир гол, Urd Tamir gol). Bắc Tamir bắt đầu giữa dãy núi Shalkhagiin Khoit và núi Togoo ở sum Ikh-Tamir. Nam Tamir bắt đầu bắt đầu khoảng 25 km về phía tây nam trong sum Bulgan ở cuối dãy núi Khairkhny.